# Сумино (Павлово-Посадский городской округ)
Сумино — деревня в Московской области России. Входит в Павлово-Посадский городской округ. Население — 28 чел. (2010).

## Расположение
Деревня Сумино расположена примерно в 14 км к юго-востоку от города Павловский Посад. Ближайшие населённые пункты — деревни Андреево и Митино.

## История
Деревня Сумино ранее входила в состав волости Загарье. К 1794 году в деревне было 13 домов, в которых проживало 88 человек (45 мужчин и 43 женщины). В 1869 году в деревне было уже 32 дома и 193 жителя. 
После  революции 1917 года в деревне был образован Суминский сельский совет. Рядом с деревней велась разработка торфа. В 1930-х годах был образован Суминский колхоз.
С 2004 до 2017 гг. деревня входила в Аверкиевское сельское поселение Павлово-Посадского муниципального района.

## Население
| 1926 | 2002 | 2006 | 2010 |
| ---- | ---- | ---- | ---- |
| 296  | ↘37  | ↘28  | →28  |